# Panamá la Vieja

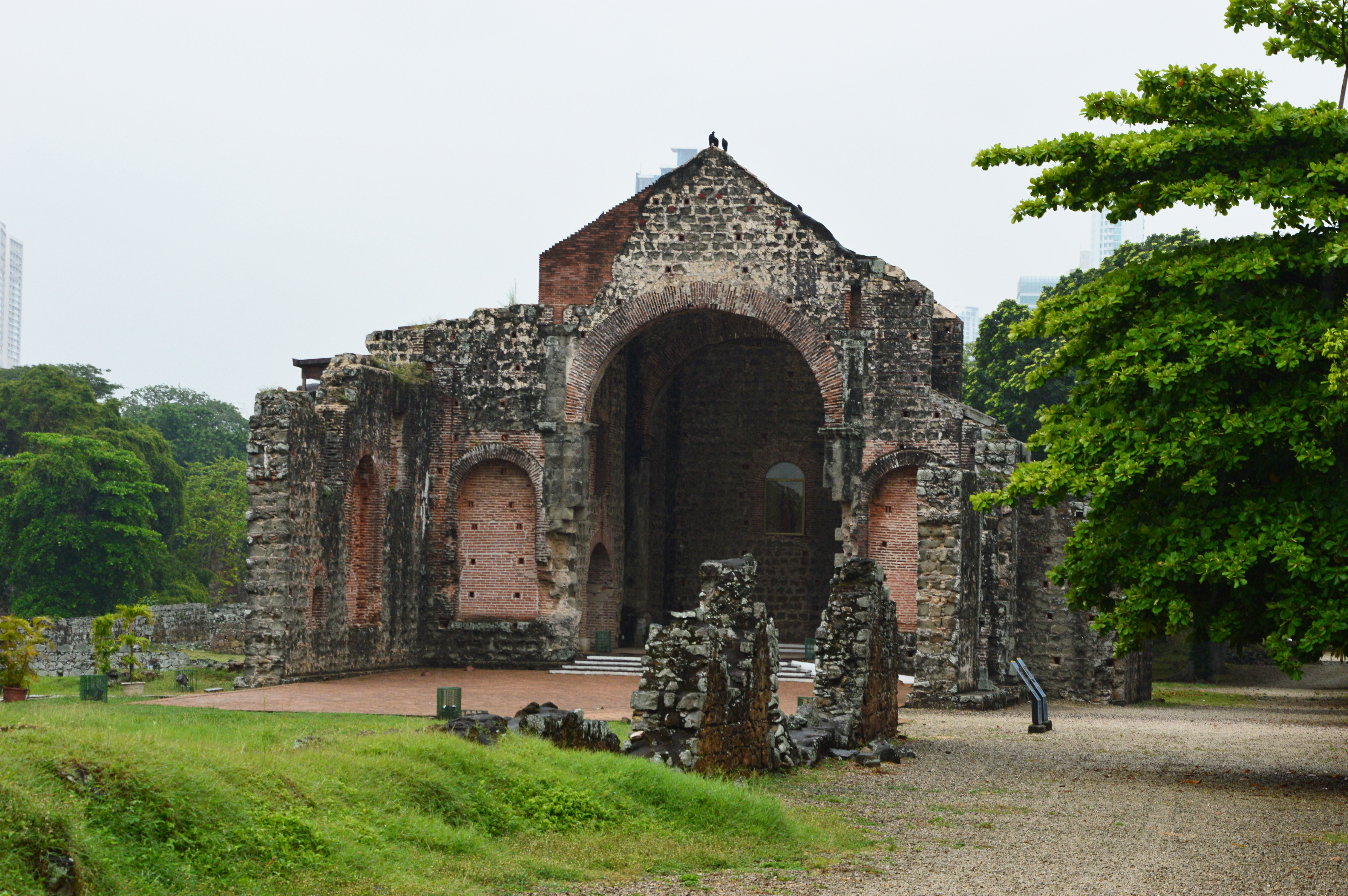
Iglesia y Convento de las Monjas de la Concepción

Panamá la Vieja (auch Panamá Viejo genannt) ist die Ruinenstadt der ältesten spanischen Stadtgründung an der Pazifikküste östlich der heutigen Stadt Panama-Stadt. Die Siedlung wurde wenige Jahre nach der Entdeckung des Pazifik durch Vasco Núñez de Balboa Anfang des 16. Jahrhunderts gegründet. Sie entwickelte sich schnell zur wichtigsten Hafenstadt, die eine Basis der spanischen Conquista des Inka-Reiches bildete. Von Panama aus ging über den Isthmus von Panama eine Landverbindung (camino real) nach Portobelo bzw. Nombre de Dios an der Karibikküste. 1671 wurde die Stadt durch den Überfall von Henry Morgan zerstört und danach in das heutige Stadtgebiet mit ihrem neuen Kern Casco viejo verlegt. Das Ruinengelände ist seit 2003 Teil des UNESCO-Weltkulturerbes.

## Sehenswürdigkeiten
Im Ruinengelände sind die Reste zahlreicher steinerner Gebäude der spanischen Kolonialstadt aus dem 16. und 17. Jahrhundert zu sehen. Bemerkenswert ist die Kathedrale Nuestra Señora de la Asunción an der einstigen Plaza der Stadt sowie zahlreiche Klöster. Das Ruinentableau soll den Zuschnitt der Siedlung um 1541 wiedergeben. Eine Stadtmauer oder sonstige nennenswerte Befestigungsanlagen besaß die Stadt nicht, obwohl an der westlichen Brücke eine kleine Bastion erhalten ist. Die Casas reales, die Masse der kleineren Wohnhäuser, waren nur mit einer einfachen Holz-Erde-Konstruktion gesichtet, daher sind diese Flächen heute frei. Der camino real verließ die Stadt über eine Brücke nach Norden.

### Kathedrale „Nuestra Señora de la Asunción“

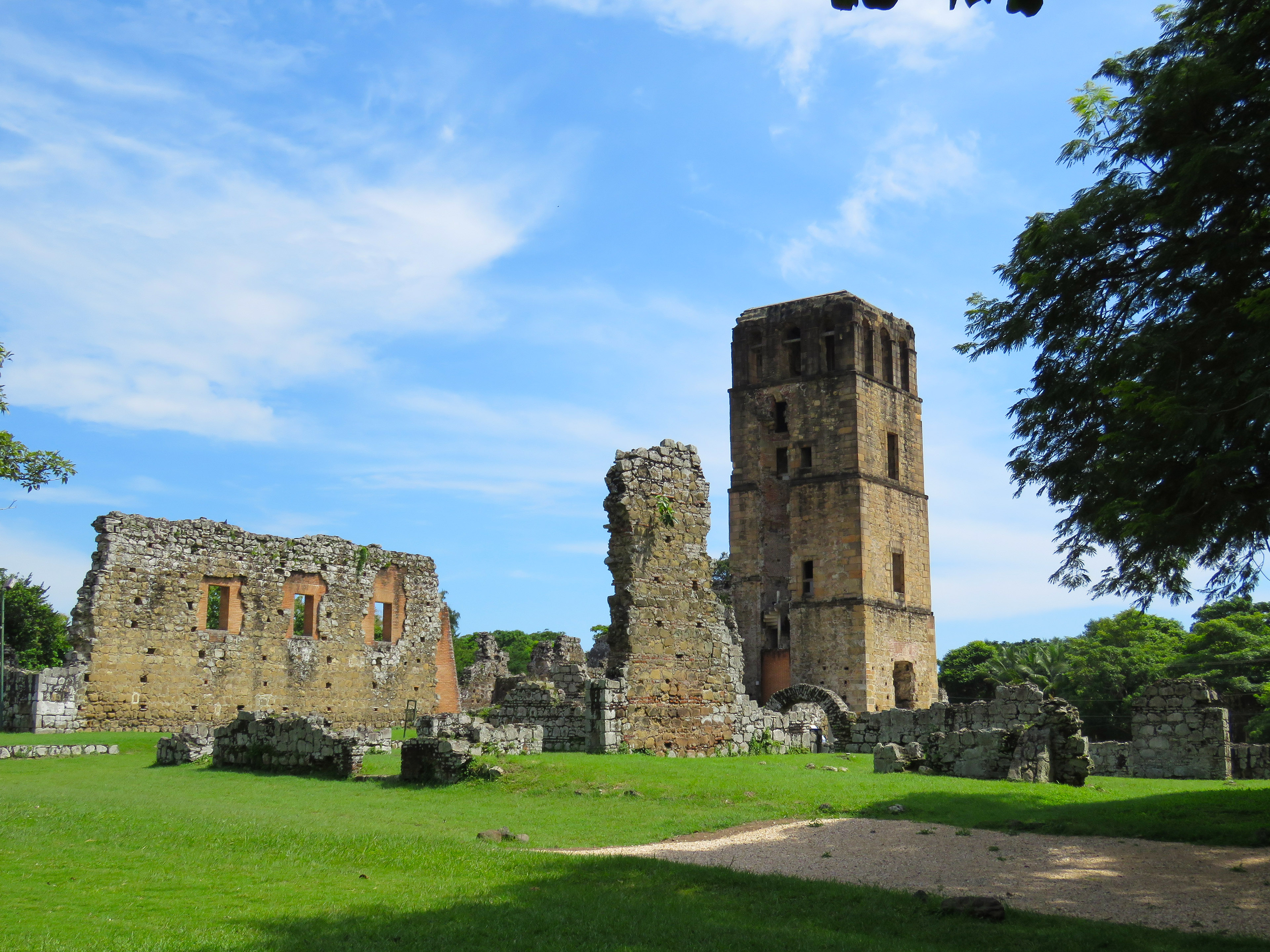
Ruine und Glockenturm der Kathedrale Nuestra Señora de la Asunción

Mit der Ankunft des Bischofs Fray Tomás de Berlanga im Jahr 1535, wurde mit dem Bau der Kathedrale begonnen. Sie war zunächst aus Holz und von bescheidenen Ausmaßen. Im Jahr 1540 wurde sie bei einem Brand zerstört. Anschließend wurde versucht, die Kathedrale mit Mauerwerk wieder aufzubauen, aber das Vorhaben war nicht durchführbar. Die neue Kirche war wahrscheinlich eine konventionelle Konstruktion aus Holz und Ziegeln. 1587 befand sich die Kathedrale erneut in schlechtem Zustand und es wurde ein neuer Versuch unternommen, sie wiederaufzubauen. Auch dieses Mal konnte sie nicht aus Mauerwerk gebaut werden, so dass sie schließlich nur aus Holz errichtet wurde. Im Jahr 1610 befand sie sich in einem beklagenswerten Zustand. Die heute erkennbare Kathedrale wurde von 1619 bis 1626 auf Initiative des Bischofs Francisco de Cámara erbaut. Der Steinmetz Cristóbal de Armiñán wurde damit beauftragt, das neue Gebäude aus Stein zu errichten mit drei breiten Schiffen von beträchtlicher Länge, zehn Lumen (etwa 40 Meter). Eines der Hauptmerkmale der Kathedrale ist ihre umgekehrte Ausrichtung mit der Apsis zum Meer hin, d. h. in Richtung Süden und nicht in Richtung Osten, wie es die Kanoniker vorschreiben. Es ist nicht bekannt, welche Auswirkungen der Brand von 1644 auf die Kirche hatte. Erhalten ist der ehemalige Glocken- und Wachturm (siehe Foto). Er wurde so umgebaut, dass er wieder als Aussichtspunkt genutzt werden kann. Der Aufstieg besteht aus 115 Stufen, die in drei Ebenen unterteilt sind, und jede Ebene verfügt über eine Plattform zum Ausruhen und für museografische Informationen.

### Kirche und Kloster von Santo Domingo

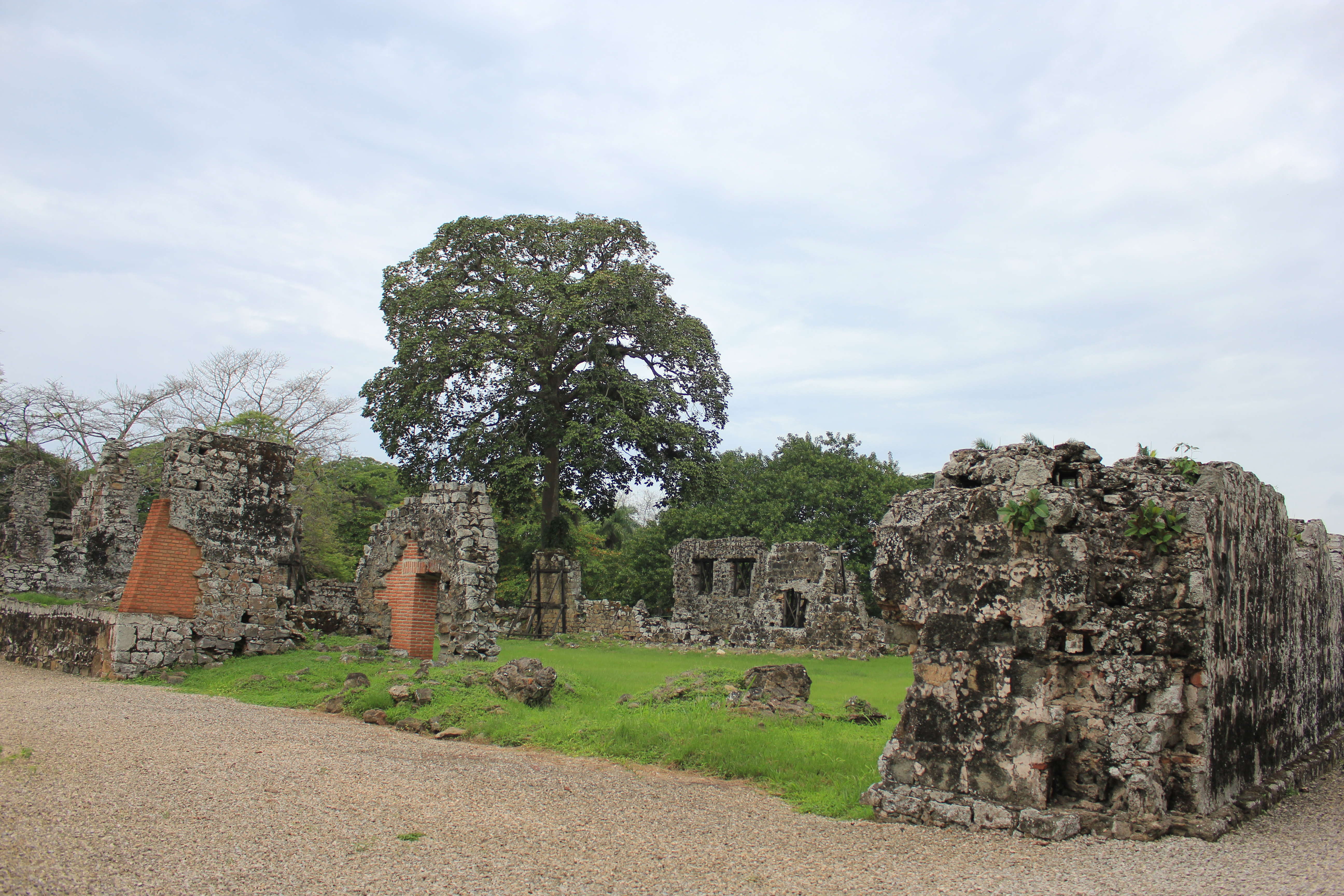
Kirche und Kloster von Santo Domingo

Das Kloster der Dominikaner war eines der kleinsten und zentralsten der Stadt. Es wurde 1571 gegründet und in mehreren Etappen erbaut. Im Jahr 1577 bestand das Gebäude noch aus Holz und Ziegeln. Zu Beginn des 17. Jahrhunderts begann man mit der Errichtung des Mauerwerks, einer soliden Konstruktion aus Mauerwerk und Ziegeln, die dem Erdbeben von 1621 sehr gut standhielt. Auf einer Fläche von etwa 3 650 m² verfügte es über einen einzigen Kreuzgang, dessen Innenhof von einer Galerie umgeben war. Die Vorderseite des Klosters war wie die Kathedrale nach Norden ausgerichtet; die Westfassade verlief entlang der Calle Santo Domingo.

### Plaza Mayor

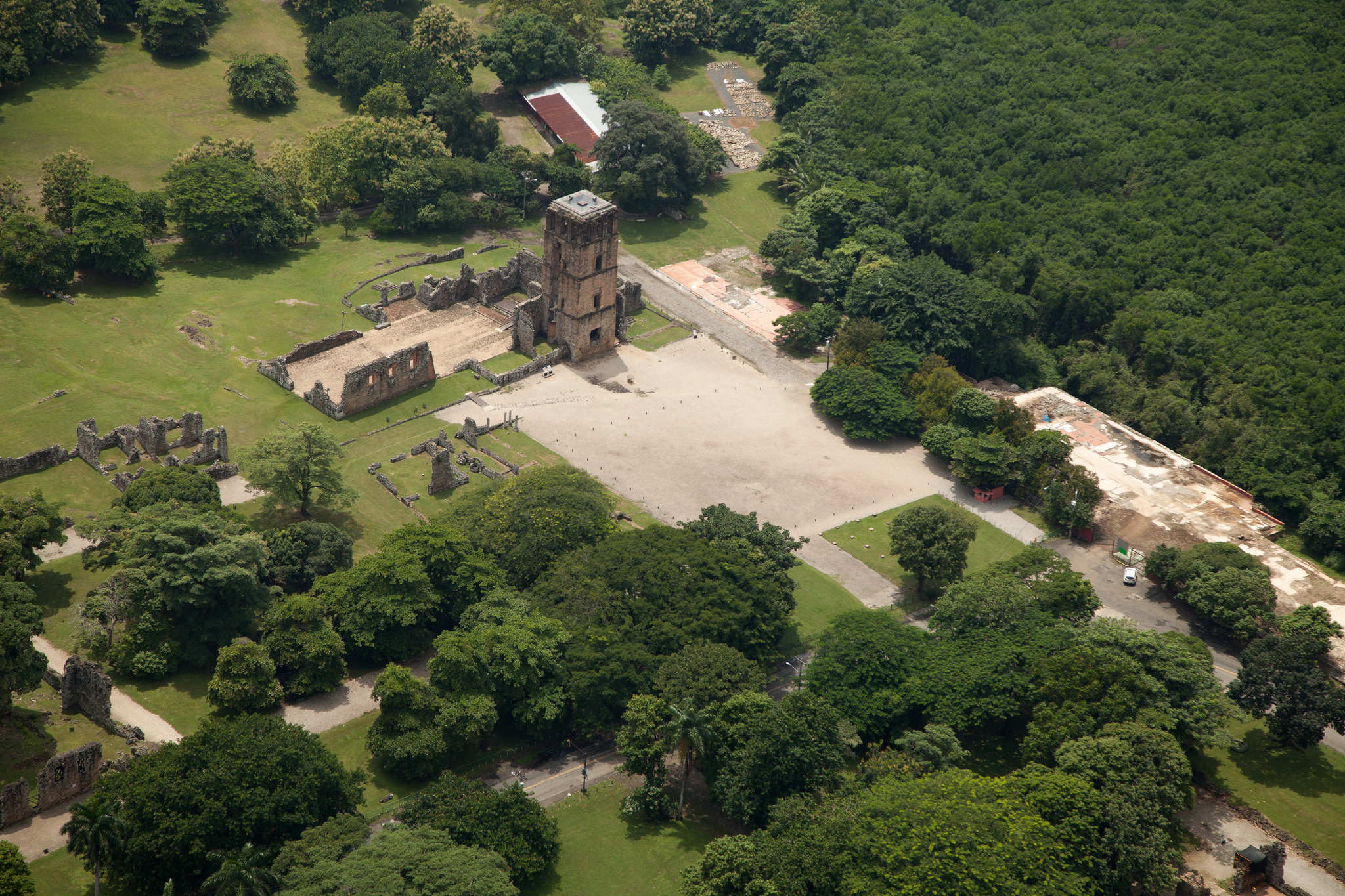
Luftaufnahme (September 2012) von Panama Viejo mit dem Plaza Mayor und rechts der Baustelle des Museums

Der Plaza Mayor (dt. Hauptplatz) war das Zentrum verschiedener sozialer, religiöser, wirtschaftlicher, politischer und kultureller Aktivitäten. Er hatte eine leicht unregelmäßige Form, war weder quadratisch noch rechteckig und maß etwa 69 × 57 Meter. Für eine Stadt von Panamas Größe war er relativ klein (und der Platz, den wir heute sehen, ist größer als das Original). Um 1600 wurde die Nordseite vergrößert, wodurch in dieser Richtung etwa 500 Quadratmeter hinzukamen. Die Kathedrale und das Rathaus sind noch heute auf der Ostseite des Platzes zu sehen, die anderen drei waren Häuser mit Portalen.

### Museo de la Plaza Mayor
Man kann neben dem alten Plaza Mayor das Museo de la Plaza Mayor besichtigen, das in verschiedenen Sälen die Geschichte der Stadt über 1500 Jahre hinweg erzählt. Es zeigt ein Modell, das die Ausdehnung der alten Stadt nachbildet. Das Museum ist in drei Schichten unterteilt: vorspanisch, kolonial und modern.

## Archäologie
Das Ruinengelände hat schon früh die Aufmerksamkeit US-amerikanischer Forscher gefunden. Im Mittelpunkt standen zunächst jedoch die präkolumbischen Phasen der Besiedlung. Seit den 1990er Jahren ist die Stiftung Patronato Panama Viejo mit dem Erhaltung und Erforschung der Fundstelle beauftragt. In den vergangenen Jahren nahmen deutsche Archäologen der Eberhard Karls Universität Tübingen  unter der Leitung von Barbara Scholkmann und Rainer Schreg an der Erforschung teil.